# عزیز اکبریان
عزیز اکبریان (متولد ۱۳۳۶ در هشترود)، فرد نظامی و سیاستمدار اهل ایران که نماینده کرج و اشتهارد و فردیس در هشتمین، نهمین و دهمین مجلس شورای اسلامی بود.

## رد صلاحیت در یازدهمین دوره انتخابات مجلس
عزیز اکبریان در یازدهمین دوره انتخابات مجلس شورای اسلامی ثبت نام نمود اما صلاحیت وی توسط شورای نگهبان رد شد. 

## تحصیلات
- لیسانس علوم سیاسی
- فوق لیسانس مدیریت امور دفاعی